# Joannes Nolet de Brauwere van Steeland
Joannes Carolus Hubertus (Jan Karel Huibert) Nolet de Brauwere van Steeland, född 23 februari 1815 i Rotterdam, död 21 februari 1888 i Vilvoorde, var en nederländsk författare.
Nolet de Brauwere van Steeland skrev bland annat dikterna Noami (1840), Ambiorix (1841; andra upplagan 1846), Dichtluimen (1842), Ernst en boert (1847) och Zwart op wit (1853) samt den humoristiska prosaskildringen Een reisje in het noorden (1843). En samling av hans arbeten utgavs i sex band 1859–77 med sju band supplement 1884.

## Utmärkelser
- Officer av Ekkronans orden
- Riddare av Leopoldsorden

[Redigera Wikidata]